# فرنسيسكو بيزارو مارتينيز
فرنسيسكو بيزارو مارتينيز (بالإسبانية: Francisco Pizarro Martínez) هو دبلوماسي وسياسي مكسيكي، ولد في 24 يناير 1787 في مدينة مكسيكو في المكسيك، وتوفي في 9 فبراير 1840 في واشنطن العاصمة في الولايات المتحدة.